# Municipio de San Felipe (Baja California)
San Felipe, oficialmente llamado Municipio Libre de San Felipe, es uno de los siete municipios que conforman el estado mexicano de Baja California. Su cabecera municipal es la localidad homónima, ubicada al norte del municipio. Tiene una extensión territorial de 10,808 km2. Se localiza a 31°2′ de latitud norte, -114° 84' de latitud oeste.En 2024,  se eligió por primera vez a sus autoridades municipales.

## Geografía
El municipio de San Felipe se localiza en la zona este de Baja California y pertenece a la Región norte del Golfo de California y Reserva de la biosfera Alto Golfo de California y Delta del Río Colorado.
Al municipio le pertenecen también las islas El Huerfanito, El Muerto, Lobos, Encantada, Pómez, San Luis, San Luis Gonzaga, Roca Consag, Miramar y Coloradito.

### Carreteras principales
- Carretera Federal 3
- Carretera Federal 5

### Municipios adyacentes
- Municipio de Mexicali – norte
- Municipio de San Quintín – sur y oeste
- Municipio de Ensenada – oeste

### Flora y fauna
La fauna y flora en San Felipe es rica y variada gracias a su interacción con el Golfo de California, pudiéndose contar como animales principales los siguientes, agrupados por especies:
- Mamíferos: oso marino de Guadalupe, lobo marino, borrego cimarrón, berrendo, cabra montés, nutria marina, cacomixtle, coyote, cuyo, gato montés, jabalí, onza, puma, rata canguro, tejón, tigrillo, venada, xoloitzcuintle, zorra y zorrillo.
- Aves: agachona, aguilucho, alondra, alcatraz, búho, correcaminos, huitlacoche, chachalaca, gallareta, gallina de agua, garzo, gavilán, gaviota, ganga, huilota, halcón, pájaro mosca, saltapared, tórtolo, codorniz, cóndor de California.
- Peces: atún, totoaba, carpa, cabrilla, dorado, mojarra, tiburón blanco. De acuacultura: tilapia, trucha arco-iris.

## Localidades
En el censo de 2020 el municipio de San Felipe contaba con 269 localidades.
| Código INEGI      | Localidad                   | Población (2020) |
| ----------------- | --------------------------- | ---------------- |
| 020070001         | San Felipe                  | 17 143           |
| 020070069         | Ejido Plan Nacional Agrario | 808              |
| 020070216         | Poblado las Minitas         | 451              |
| Otras localidades | Otras localidades           | 1 918            |
| Total municipal   | Total municipal             | 20 320           |

## Política
Como un municipio de reciente creación, la política enfocada el ámbito local solamente ha sido representada, por los movimiento pro-municipalización que fueron formados desde hace décadas. 
El municipio se formó con las delegaciones de San Felipe (independizada del Municipio de Mexicali), y con la delegación de Puertecitos (segregada del Municipio de Ensenada). 
Existe un plan de desarrollo turístico que va desde San Felipe hasta Chapala, para aprovechar las potencialidades turísticas del corredor.
Tras su formación como el séptimo municipio de Baja California, el Congreso del Estado determinó en agosto de 2021, el Concejo Fundacional.
| Concejo Fundacional de San Felipe (2021-2024) | Concejo Fundacional de San Felipe (2021-2024) |
| Puesto                                        | Titular                                       |
| --------------------------------------------- | --------------------------------------------- |
| Concejal Presidente                           | José Luis Dagnino López                       |
| Síndico procurador                            | Esperanza Valverde Zamorano                   |
| Concejal regidor                              | Ana Karime Dávila García                      |
| Concejal regidor                              | Francisco Carrasco Hernández                  |
| Concejal regidor                              | Josefina Cárdenas Villa                       |
| Concejal regidor                              | Azalhia Ivette Vargas Ramírez                 |

## Clima
El clima es árido cálido, debido a en parte de que el Desierto de Sonora se extiende al norte del municipio. Se caracteriza por tener una temperatura media anual entre 18 °C y 24 °C, ausencia de lluvias regulares y gran humedad atmosférica en las áreas litorales.
| Parámetros climáticos promedio de San Felipe, Baja California (1951-2010) | Parámetros climáticos promedio de San Felipe, Baja California (1951-2010) | Parámetros climáticos promedio de San Felipe, Baja California (1951-2010) | Parámetros climáticos promedio de San Felipe, Baja California (1951-2010) | Parámetros climáticos promedio de San Felipe, Baja California (1951-2010) | Parámetros climáticos promedio de San Felipe, Baja California (1951-2010) | Parámetros climáticos promedio de San Felipe, Baja California (1951-2010) | Parámetros climáticos promedio de San Felipe, Baja California (1951-2010) | Parámetros climáticos promedio de San Felipe, Baja California (1951-2010) | Parámetros climáticos promedio de San Felipe, Baja California (1951-2010) | Parámetros climáticos promedio de San Felipe, Baja California (1951-2010) | Parámetros climáticos promedio de San Felipe, Baja California (1951-2010) | Parámetros climáticos promedio de San Felipe, Baja California (1951-2010) | Parámetros climáticos promedio de San Felipe, Baja California (1951-2010) |
| Mes                                                                       | Ene.                                                                      | Feb.                                                                      | Mar.                                                                      | Abr.                                                                      | May.                                                                      | Jun.                                                                      | Jul.                                                                      | Ago.                                                                      | Sep.                                                                      | Oct.                                                                      | Nov.                                                                      | Dic.                                                                      | Anual                                                                     |
| ------------------------------------------------------------------------- | ------------------------------------------------------------------------- | ------------------------------------------------------------------------- | ------------------------------------------------------------------------- | ------------------------------------------------------------------------- | ------------------------------------------------------------------------- | ------------------------------------------------------------------------- | ------------------------------------------------------------------------- | ------------------------------------------------------------------------- | ------------------------------------------------------------------------- | ------------------------------------------------------------------------- | ------------------------------------------------------------------------- | ------------------------------------------------------------------------- | ------------------------------------------------------------------------- |
| Temp. máx. abs. (°C)                                                      | 37.0                                                                      | 40.0                                                                      | 41.0                                                                      | 45.0                                                                      | 49.0                                                                      | 51.0                                                                      | 51.0                                                                      | 49.0                                                                      | 50.0                                                                      | 47.0                                                                      | 48.0                                                                      | 39.0                                                                      | 51.0                                                                      |
| Temp. máx. media (°C)                                                     | 21.5                                                                      | 23.5                                                                      | 26.3                                                                      | 29.6                                                                      | 32.9                                                                      | 36.3                                                                      | 38.2                                                                      | 38.2                                                                      | 36.7                                                                      | 32.4                                                                      | 26.7                                                                      | 22.4                                                                      | 30.4                                                                      |
| Temp. media (°C)                                                          | 14.8                                                                      | 16.2                                                                      | 18.8                                                                      | 21.5                                                                      | 24.8                                                                      | 28.2                                                                      | 31.2                                                                      | 31.1                                                                      | 29.5                                                                      | 24.7                                                                      | 19.5                                                                      | 15.6                                                                      | 23.0                                                                      |
| Temp. mín. media (°C)                                                     | 8.0                                                                       | 9.0                                                                       | 11.4                                                                      | 13.3                                                                      | 16.6                                                                      | 20.1                                                                      | 24.2                                                                      | 24.1                                                                      | 22.3                                                                      | 17.1                                                                      | 12.3                                                                      | 8.9                                                                       | 15.6                                                                      |
| Temp. mín. abs. (°C)                                                      | -1.0                                                                      | 0.0                                                                       | 0.0                                                                       | 1.0                                                                       | 5.0                                                                       | 5.0                                                                       | 9.0                                                                       | 10.0                                                                      | 10.0                                                                      | 3.0                                                                       | -6.0                                                                      | -2.0                                                                      | -6.0                                                                      |
| Precipitación total (mm)                                                  | 5.4                                                                       | 4.6                                                                       | 2.0                                                                       | 1.2                                                                       | 0.8                                                                       | 0.8                                                                       | 2.2                                                                       | 8.9                                                                       | 12.8                                                                      | 6.9                                                                       | 3.9                                                                       | 6.9                                                                       | 56.4                                                                      |
| Días de precipitaciones (≥ 0.1 mm)                                        | 0.7                                                                       | 0.8                                                                       | 0.3                                                                       | 0.2                                                                       | 0.1                                                                       | 0.1                                                                       | 0.2                                                                       | 0.6                                                                       | 0.7                                                                       | 0.6                                                                       | 0.4                                                                       | 0.9                                                                       | 5.6                                                                       |
| Fuente: Servicio Meteorológico Nacional 11 de julio de 2012               |                                                                           |                                                                           |                                                                           |                                                                           |                                                                           |                                                                           |                                                                           |                                                                           |                                                                           |                                                                           |                                                                           |                                                                           |                                                                           |